# Rosa Leal de Pérez
Rosa María Leal Flores de Pérez (Ciudad de Guatemala, 9 de diciembre de 1953) fue la primera dama de Guatemala del 14 de enero de 2012 al 3 de septiembre de 2015, esposa del expresidente de la República de Guatemala Otto Pérez Molina.
Fue maestra de parvúlos de 1975 a 1979, con un técnico en Psicometría, otro en Orientación Escolar, y una licenciatura en Psicología Clínica en la Universidad Rafael Landívar en 1986. También fue Directora de Educación Preprimaria en la Escuela Nacional de Parvúlos No.23 durante los años 1980 a 1995.

## Biografía
Rosa Leal nació el 9 de diciembre de 1953 en el municipio de Ciudad de Guatemala del departamento de Guatemala, región central de Guatemala, donde radicó parte de su vida estudiantil. Ingresó en la universidad para estudiar Licenciatura en Psicología. 

### Matrimonio y descendencia
Ella tiene dos hijos, de su primer y único matrimonio el cual lleva más de 40 años junto al General retirado y presidente electo de Guatemala, habiéndose casado cuando ella tenía 17 años aun siendo menor de edad.

## Trayectoria política
En 2001 poco después de que Otto Pérez Molina y Roxana Baldetti fundaran el Partido Patriota, ella trabajó en los asuntos de su partido junto a su esposo durante los diez años desde la creación de este partido.

### Primera dama
Ostentó el cargo de primera dama de la Nación durante el período de 2012 a 2015 por ser esposa de Otto Pérez Molina expresidente de la República de Guatemala, estuvo a cargo de la coordinación de las obras sociales, políticas, programas y proyectos destinados a la infancia, niñez y adolescencia a través de la Secretaría de Obras Sociales de la Esposa del Presidente, cuyo objetivo primordial fue impulsar e implementar programas de carácter social que beneficiaran a los niños, las niñas, las familias y la comunidad en general. Así también, la Secretaría de Bienestar Social, ente rector a cargo de las políticas públicas de protección integral de la niñez y la adolescencia.

### Implicación en el caso La Línea

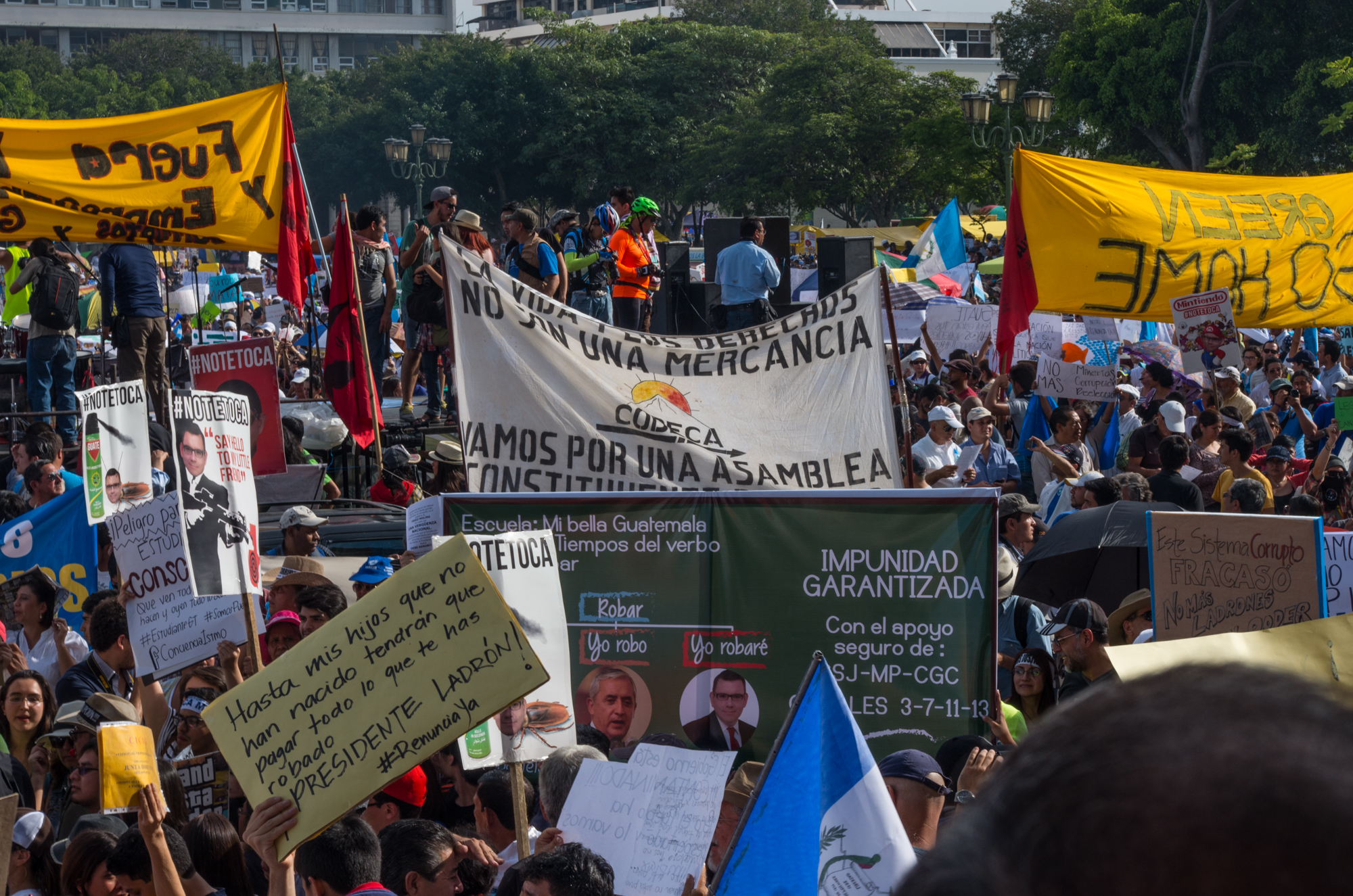
Manifestación del 30 de mayo de 2015.

Baldetti habla tras varios días de ausencia y afirma que la «R», «La Señora», y la «2», podría ser la primera dama de Guatemala, Rosa María Leal de Pérez.
Más tarde la primera dama afirma que en todos los países hay corrupción, llama a la calma y con respecto a los señalamietnos que la exvicepresidenta, Roxana Baldetti, hizo con relación a que «La R o la Dos», podría tratarse de «Rosa Leal»o “la Esposa del Presidente”, Leal de Pérez dijo: “Sólo mi risa les voy a dar, porque no me merece ningún comentario”.